# Deutscher Soldatenfriedhof Hooglede

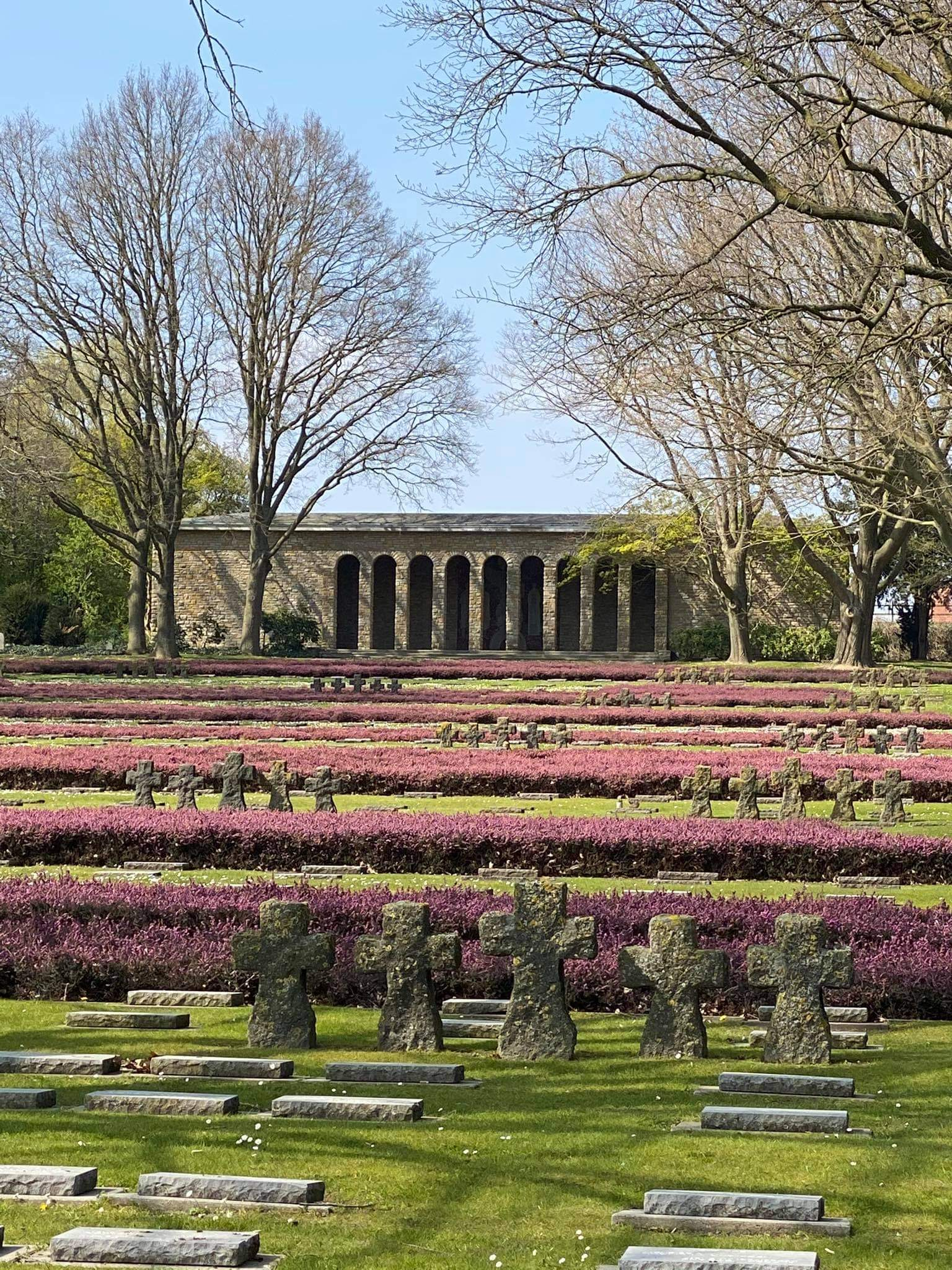
Deutscher Soldatenfriedhof Hooglede

Het Deutscher Soldatenfriedhof Hooglede is een militaire begraafplaats in de Belgische gemeente Hooglede. De begraafplaats ligt in het oosten van het dorpscentrum. Er rusten 8.257 gesneuvelde Duitse soldaten uit de Eerste Wereldoorlog.
Het is een van de vier grote Duitse begraafplaatsen in België. De andere liggen in Vladslo, Menen en Langemark. Daarnaast liggen ook nog zo'n 500 soldaten die gesneuveld zijn tijdens de Eerste Wereldoorlog in Lommel.

## Geschiedenis
Op 19 oktober 1914 namen Duitse militairen Hooglede in en het gebied ging tot het etappegebied behoren. Hooglede werd voor de vele Duitse soldaten een laatste rustplaats. De begraafplaats in de Beverenstraat ontstond in 1917 toen de begraafplaats van Hooglede niet meer volstond voor het toegenomen aantal doden. Er ontstonden zo nieuwe begraafplaatsen, waaronder "Ehrenfriedhof Hooglede Ost" langs de Beverenstraat.

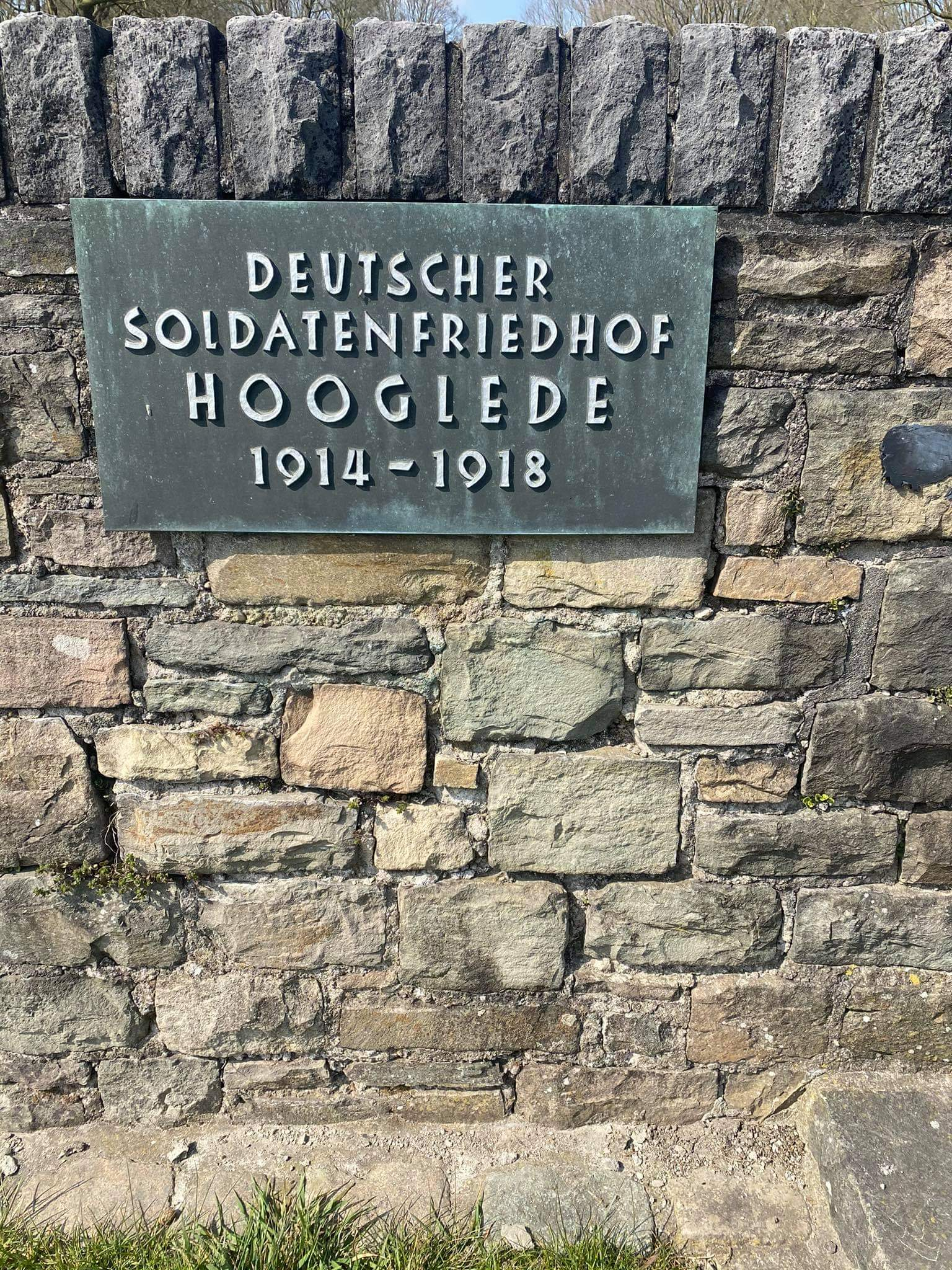
Deutscher Soldatenfriedhof Hooglede

De Duitse begraafplaatsen kwamen onder toezicht van de Belgische dienst der Militaire Grafsteden, maar in 1926 komen al de begraafplaatsen onder de verantwoordelijkheid van de Amtlicher Deutscher Gräberdienst. Tussen 1932 en 1937 was deze dienst verantwoordelijk voor de Duitse begraafplaats in de Beverenstraat. Vele graven op diverse begraafplaatsen in Hooglede (an der Kirche), Gits, Handzame, Torhout, Lichtervelde worden geleegd om de stoffelijke overschotten naar de Ehrenfriedhof Hooglede Ost in de Beverenstraat over te brengen. De vele graven bestaan uit kruisjes met een spitsvormig dak.
In 1937 startte men met de bouw van een kapel (Gedenkhalle), waarvan de stenen afkomstig waren van een Duits paviljoen dat op de wereldtentoonstelling in Parijs had gestaan. Tijdens de Tweede Wereldoorlog breidde het de begraafplaats met negenentwintig soldaten uit. Deze militairen werden later weer ontgraven en naar een ander kerkhof gebracht.
Na de Tweede Wereldoorlog kwam het toezicht van de graven in handen van de Belgische organisatie Nos Tombes. Niet veel later, in 1954, werd het toezicht weer overgenomen door de Volksbund Deutsche Kriegsgräberfürsorge. Deze organisatie bouwde de begraafplaats uit. Van 128 kleine Duitse begraafplaatsen in België werden tussen 1956 en 1958 de graven gecentraliseerd op de vier begraafplaatsen in Vlaanderen. Hooglede werd een van de vier grote Duitse begraafplaatsen. De werkzaamheden van 1956 gebeurden onder leiding van Johannes Bartels. 
In 2009 kwam er in de kelder van de bibliotheek van Hooglede een oorlogsmuseum.

## Monument van historische waarde
In 2009 werd de begraafplaats als monument beschermd, omwille van de historische waarde, de artistieke waarde (de architectuurhistorische waarde) en de sociaal-culturele waarde: tijdens het interbellum ontstaat een "Kult um dem gefallen Soldaten", waarbij de dood van de vele soldaten geprojecteerd wordt op Christus' lijden.

## Gedenkgalerij (Gedenkhalle)

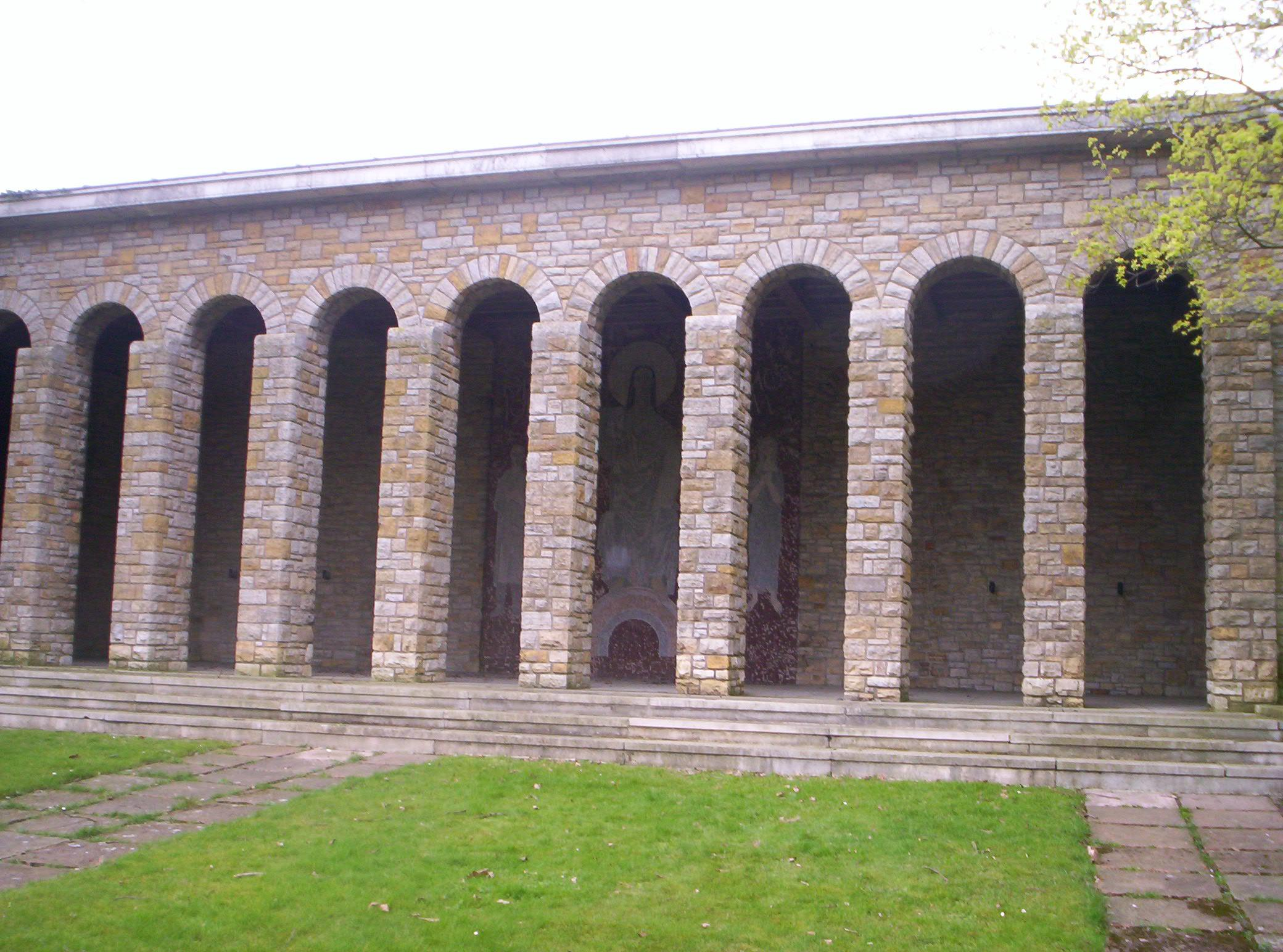
Gedenkgalerij (Gedenkhalle)

Blikvanger in de hal is een kleurenmozaïek waarop Christus wordt afgebeeld. Links van de Christusfiguur bevinden zich twee biddende personen, rechts ziet men twee rouwende figuren.
In de westelijke ruimte bevindt zich een smeedijzeren hek met daarachter een afgesloten ruimte. In deze ruimte bevindt zich een praalgraf (uit diabaas) met een schrijn erop. Dit schrijn bevat de vier namenregisters en het bezoekersaantal.

## Onthaalpaviljoen
In 2018 opende de gemeente Hooglede een nieuw onthaalpaviljoen. Het bezoekerscentrum Six Vaults Pavilion is een ontwerp van Lama Landscape Architects en architectencollectief Gijs Van Vaerenbergh.

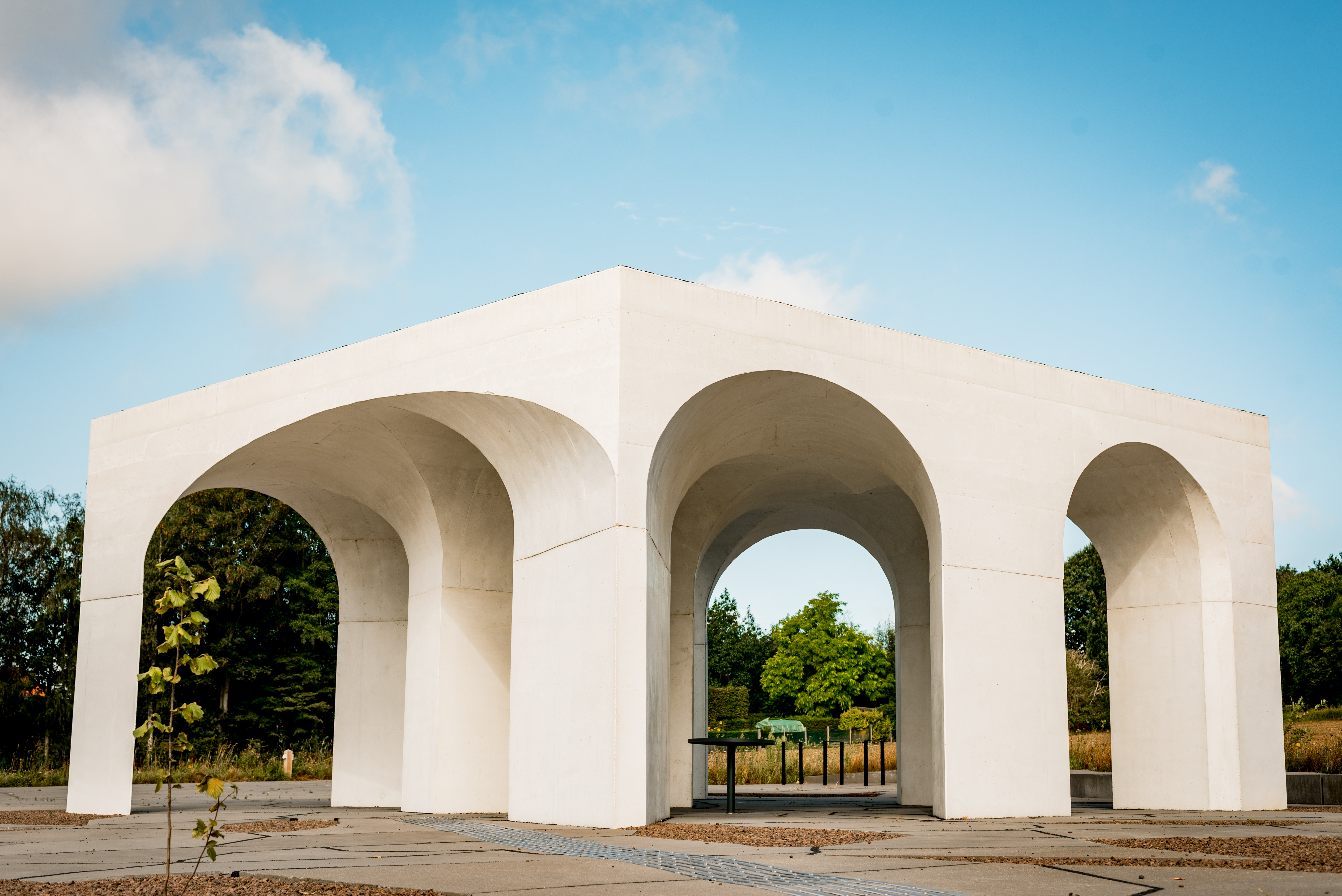
Het onthaalpaviljoen naast de begraafplaats

De betonvloer rondom het paviljoen kreeg de naam ‘Breekbaar land’ en is ook letterlijk gebroken: het is een artistieke impressie van een omgewoelde en gebroken landschap, het resultaat van de ravage van de Eerste Wereldoorlog.

## Verzoening
De Volksbund Deutsche Kriegsgräberfürsorge organiseert soms jeugdkampen onder het motto "Verzoening onder de graven, arbeid voor de vrede". Hierbij worden jongeren naar het buitenland gestuurd om ze te confronteren met de oorlog. Ze zorgen ondertussen ook voor de graven. In de zomer van 2007 kwamen jongeren – gekazerneerd uit Ieper - diverse karweien opknappen. Ieder jaar wordt vanwege het Duitse consulaat in België een bloemenkrans neergelegd in de kapel. Dit gebeurt rond de periode van de Volkstrauerdag (Duitsland) op 15 november.